# Prichard (Alabama)
Prichard es una ciudad ubicada en el condado de Mobile en el estado estadounidense de Alabama. En el censo de 2000, su población era de 28 633.

## Demografía
En el 2000 la renta per cápita promedia del hogar era de $ 19.544$, y el ingreso promedio para una familia era de 23.519$. El ingreso per cápita para la localidad era de 10.626$. Los hombres tenían un ingreso per cápita de 26.543$ contra 17.040$ para las mujeres.

## Geografía
Prichard está situado en 30°44′53″N 88°6′1″O / 30.74806, -88.10028 (30.748038, -88.100384).
Según la Oficina del Censo de los EE. UU., la ciudad tiene un área total de 25.48 millas cuadradas (65.99 km²).

### Historia
En 1972, mientras que sigue siendo una ciudad de mayoría blanca, Prichard eligió su primer alcalde negro, Algernon Johnson (AJ) Cooper, que serviría dos términos como alcalde Prichard, y, más tarde, servir en la administración del presidente Bill Clinton. En 1968, Cooper había fundado el Negro American Law Students Association de New York University. El alcalde Cooper fue popular entre los negros y los blancos, sin embargo, participó en muchas batallas con el Consejo de Prichard durante su mandato.
En los años 1980 y 1990 los problemas con la delincuencia, las drogas y la fuga de la clase media se eleva cuando el área de la base de los principales financieros y el empleo a la izquierda con el cierre de fábricas gestionadas por Scott Paper Company y la International Paper, así como Brookley Air Force Base. Esto devastó la zona y la ciudad luchó para recuperarse. En 1999, la ciudad se declaró en bancarrota.
En noviembre de 2004, los votantes del Condado de móvil por poco (500 votos de un total de 100.000 emitidos sobre el tema) derrotó una enmienda locales que han permitido Prichard para establecer una zona especial de comercio. La medida fue aprobada por el voto de 2/3s en Prichard, y también pasó por menores márgenes en móviles y Chickasaw, pero fue derrotado por el resto del Condado de Mobile.
La ciudad se declaró en quiebra nuevamente en octubre de 2009.
En 2009, el fondo de pensiones de la ciudad se quedó sin dinero y dejó de pagar las pensiones.